# Joe Sugg
Joseph Sugg né le 8 septembre 1991 est un blogueur, podcasteur, acteur et personnalité internet. Il est principalement connu de par sa chaîne YouTube. En août 2016, sa chaîne rassemble près de 7 millions d'abonnés. Fin Avril 2023, sa chaîne principale "ThatcherJoe" compte près de 7.42 millions d'abonnés.

## Biographie
Joseph Graham Sugg, de son surnom Joe, est né le 8 septembre 1991 à Wiltshire, Royaume-Uni.
En novembre 2011, Joe lance sa première chaîne YouTube : "ThatcherJoe". À ce moment-là, il est apprenti chez son oncle pour fabriquer des toits en chaume. Il possède également deux autres chaînes YouTube dont "ThatcherJoeGames" et "ThatcherJoeVlogs". Il a également fait partie du « YouTube Boyband », en faveur de l'organisation caritative Comic Relief, et a été présenté dans le quotidien The Guardian avec les autres membres du groupe,,.
En 2014, Joseph emménage dans un appartement à Londres avec son ami YouTuber Caspar Lee. Cependant, ils déménagent de leur appartement commun dès début 2016. Sa sœur, Zoe Sugg, fait souvent des apparitions dans ses vidéos, et tient elle-même une chaîne YouTube, sous le nom de Zoella. Toujours en 2014, il participe à plusieurs webseries avec d'autres YouTubers anglophones populaires,,.
Il a également écrit 3 bandes dessinées : Username:Evie, Username:Regenerated et Username;Uprising.
En 2018, il participe à la célèbre émission Strictly Come Dancing, saison 16.